# Раскол Луны

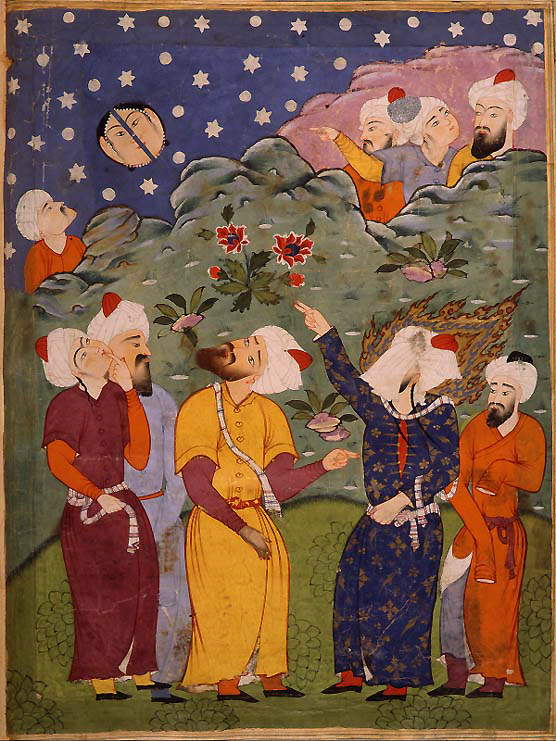
Мухаммед указывает на раскол Луны. Анонимная акварель XVI века из фалнамы, персидской книги пророчеств. Мухаммед — фигура в вуали справа.

Раскол Луны (араб. اناقاق القمر‎) — чудо в мусульманской традиции, приписываемое исламскому пророку Мухаммеду.
Ранние традиции, поддерживающие буквальное толкование, передаются со слов сподвижников Мухаммеда, таких как Ибн Аббас, Анас ибн Малик, Абдуллах ибн Масуд и других. Коранические аяты аль-Камар 54:1, 2 были частью дебатов между средневековыми мусульманскими теологами и мусульманскими философами по вопросу о неприкосновенности небесных тел. Это повествование использовалось некоторыми более поздними мусульманами, чтобы убедить других в пророчестве Мухаммеда. Оно также вдохновило многих мусульманских поэтов, особенно в Индии.

## Коран и исламская традиция
Приблизился Час, и раскололся месяц. ۝ Когда они видят знамение, то отворачиваются и говорят: «Это — преходящее (или крепкое; или лживое) колдовство!».

Оригинальный текст (ар.)اقْتَرَبَتِ السَّاعَةُ وَانشَقَّ الْقَمَرُ ۝ وَإِن يَرَوْا آيَةً يُعْرِضُوا وَيَقُولُوا سِحْرٌ مُّسْتَمِرٌّ ۝— Коран 54:1, 2 (Кулиев)
Ранние традиции и рассказы объясняют этот стих как чудо, совершённое Мухаммедом по просьбам некоторых членов курайшитов. Большинство ранних и средневековых мусульманских комментаторов признавали подлинность этих традиций, в которых говорится о расколе Луны как об историческом событии. Следующий стих 54:2: «Когда они видят знамение, то отворачиваются и говорят: „Это — преходящее (или крепкое; или лживое) колдовство!“».
Предания, переданные со слов Абдуллаха ибн Масуда, описывают этот инцидент следующим образом: «При жизни посланника Аллаха, да благословит его Аллах и приветствует, луна раскололась на две части, и гора скрыла одну её часть, а другая была над горой, и тогда посланник Аллаха, да благословит его Аллах и приветствует, сказал: „О Аллах, засвидетельствуй (это)!“».

## В литературе
Эта традиция вдохновила многих мусульманских поэтов, особенно в Индии. На поэтическом языке Мухаммеда иногда отождествляют с Солнцем или утренним светом. Таким образом, часть стихотворения Санаи, известного персидского поэта-суфия начала XII века, гласит: «Солнце должно разделить Луну надвое». Джалалиддин Руми, известный персидский поэт и мистик, в одном из своих стихотворений передаёт идею о том, что быть расколотым пальцем Мухаммеда — это величайшее блаженство, на которое может надеяться скромная Луна, и преданный верующий раскалывает Луну пальцем Мухаммеда.

## Фотография НАСА

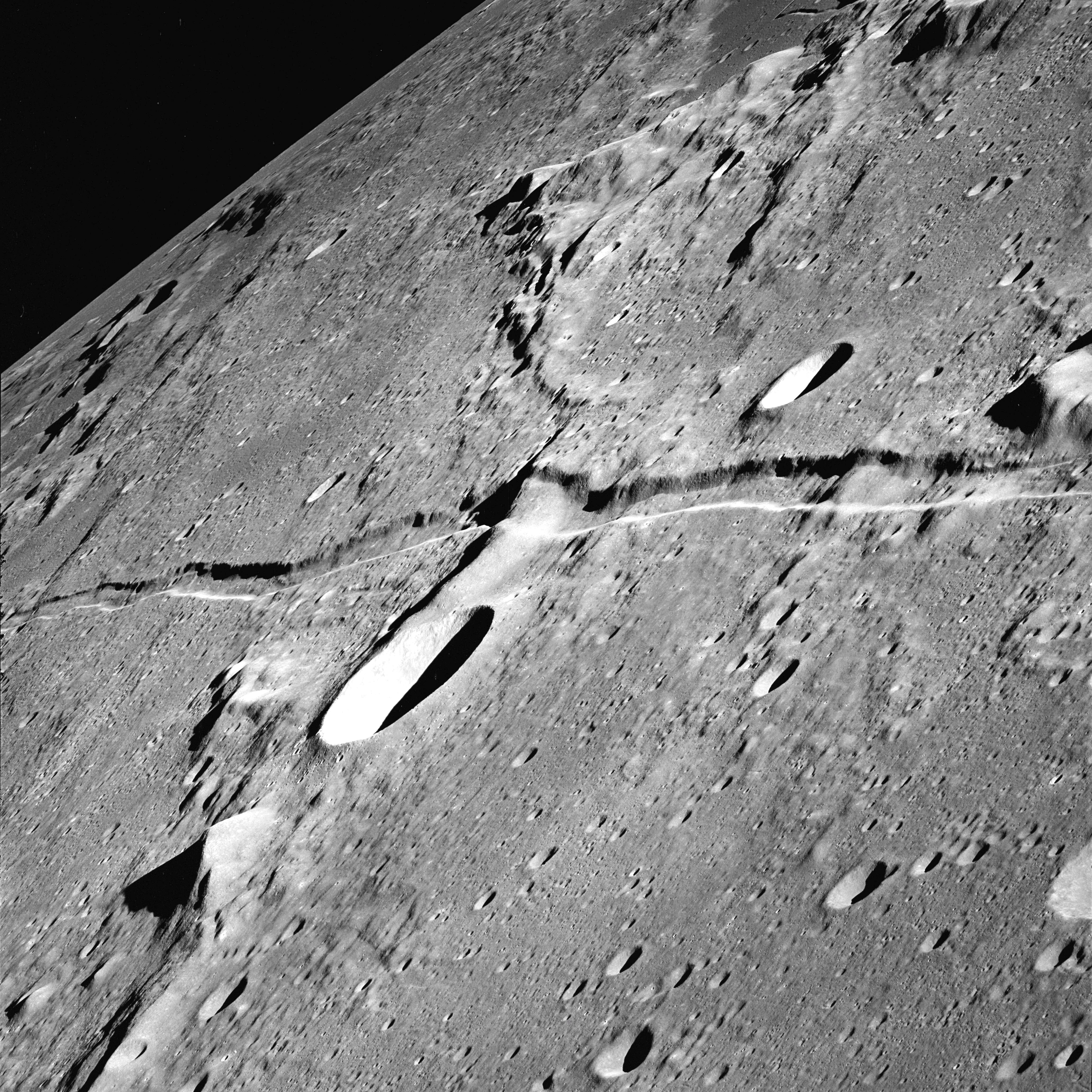
Фотография НАСА с Аполлона 10. Борозда Аридея — одна из многих трещин на лунной поверхности — называлась на интернет-форумах свидетельством раскола Луны.

После того как в 2016 году были опубликованы фотографии Борозды Аридея с миссии «Аполлон», линии разлома длиной 300 км на поверхности Луны, мусульмане на некоторых интернет-сайтах и в социальных сетях заявили, что это будто бы результат «раскола», упомянутого в Коране. В 2010 году учёного НАСА Брэда Бейли спросили об этом, и он ответил: «Моя рекомендация — не верить всему, что вы читаете в Интернете. Рецензируемые статьи являются единственными научно обоснованными источниками информации. В настоящее время нет научных свидетельств того, что Луна была разделена на две (или более) части, а затем вновь собрана в какой-либо момент в прошлом».